# Amtsgericht Friedland O.S.
Das Amtsgericht Friedland O.S. war ein preußisches Amtsgericht mit Sitz in Friedland in Oberschlesien.

## Geschichte
Das königlich preußische Amtsgericht Friedland O.S. wurde mit Wirkung zum 1. Oktober  1879 als eines von acht Amtsgerichten im Bezirk des Landgerichtes Neisse im Bezirk des Oberlandesgerichtes Breslau gebildet. Der Sitz des Gerichtes war Friedland O.S. Sein Gerichtsbezirk umfasste aus dem Kreis Falkenberg den Stadtbezirk Friedland und die Amtsbezirke Schloss Friedland, Roßdorf, Puschine, Klein Schnellendorf und Wiersbel sowie aus dem Kreis Neustadt die Amtsbezirke Ringwitz, Schelitz I und Schelitz (Königliche Forsten) sowie den Gemeindebezirk Grabine aus dem Amtsbezirk Zülz. Am Gericht bestanden 1880 zwei Richterstellen. Das Amtsgericht war damit ein mittelgroßes Amtsgericht im Landgerichtsbezirk. Zum 1. April 1941 wurde der Landgerichtsbezirk Neisse mit seinen Amtsgerichten dem neugeschaffenen Oberlandesgericht Kattowitz zugeschlagen.
Im Jahre 1945 wurde der Amtsgerichtsbezirk unter polnische Verwaltung gestellt, und die deutschen Einwohner wurden vertrieben. Damit endete auch die Geschichte des Amtsgerichtes Friedland O.S.